# Сад Сарматовой (Таганрог)
Сад Сарматовой — место культурного отдыха горожан в Таганроге, которое появилось в первой четверти XX века. Основателем летнего сада была мадам А. С. Сарматова. Его территория находилась в Итальянском переулке.

## История
Между угловым домом, расположенным по Греческой улице и домом № 3 в Итальянском переулке Таганрога, располагался летний сад — одно из мест культурного отдыха жителей города на протяжении десятилетий. Он был основан в первой четверти XX века бывшей танцовщицей и певицей А. С. Сарматовой. На улице Ленинской, поперёк тротуара была установлена вывеска с надписью «Сад Сарматовой».
Изначально в этом месте мадам Сарматова открыла театр миниатюр. Он расположился на небольшой площади, состоявшей из двух террас. В летнем саду Сарматовой часто демонстрировались эстрадные номера, на которые приходили посмотреть иностранцы, местные офицеры и юристы.
В месте культурного отдыха работал ресторан под названием «Буфф», среди напитков, которые подавали гостям — были английский виски и французский коньяк. В буфете можно было найти мороженое, морс, пиво, квас, сельтерскую воду, ситро. Эстрадные представления начинались в десять часов вечера, а ресторан работал до двух ночи.
Во время гражданской войны был сделан небольшой перерыв в работе сада, затем он заработал вновь. Сад Сарматовой перешел в подчинение Комитету управления народным образованием, затем им руководила художественная секция Политпросвета, и летний сад стал филиалом Таганрогского драматического театра. Во времена Советского Союза здесь выступали: Клавдия Шульженко, Вадим Козин, Владимир Коралли, Изабелла Юрьева, эстрадный оркестр Якова Скоморовского.
В конце 1930-х годов эстрада в саду Сарматовой находилась на верхней террасе, которая шла параллельно Итальянскому переулку. Сейчас на этом месте построено общежитие педагогического института. Также на верхней террасе были ряды длинных деревянных скамеек, рассчитанные на 200—300 зрителей. В 1928 году скамейки были отгорожены щитами из дикты, а затем и вовсе построили деревянный сплошной забор. Над скамейками было установлено покрытие, которое бы могло защитить зрителей от погодных неблагоприятных факторов. На нижней террасе размещались кафе, ресторан, фонтан, кустарники, дорожки с гравием.